# One Nation Under a Groove (singolo)
One Nation Under a Groove è una canzone del gruppo funk statunitense Funkadelic, title track dell'omonimo album pubblicato nel 1978.
Considerata come la composizione più conosciuta della band, rimane come uno dei pilastri fondamentali su cui si basa la musica funk. Rispetto alla precedente pubblicazione dei Funkadelic, caratterizzata da sonorità tipicamente rock, questo brano si rifà principalmente alla musica dance, in quanto abbastanza veloce e strutturato in parti compatte. La versione 12" del singolo (che non è ancora stata resa disponibile su CD) è un'estensione di quella presente sull'album.
È considerato dalla Rock and Roll Hall of Fame Foundation come una delle canzoni che hanno plasmato il rock and roll. Venne anche inclusa nel 2004 dalla rivista Rolling Stone nella lista delle 500 migliori canzoni al posto numero 474. Tuttavia nel 2012, nel corso della riedizione della lista, venne eliminata dalla classifica e la sua posizione venne occupata da una composizione di Van Morrison, Into the Mystic.

## Struttura
Come già accennato, One Nation Under a Groove è divisibile in quattro parti, proprio come una suite, che si differenziano fra loro per elementi musicali e/o esecutivi. La prima sezione comprende la messa in cantato di buona parte del testo, con un accenno al ritornello. Musicalmente è ricca di melodie e variazioni, beate e gioiose, assistite da una complessa base strumentale composta da molteplici strumenti (percussioni, basso, sintetizzatore e chitarra elettrica). La voce di George Clinton fa da protagonista e guida l'ascoltatore verso la seconda parte del pezzo. Questa, ugualmente frizzante, spicca per il suo coro discendente che, in diretta collisione con il rombo di suono che si sente in sottofondo, crea un'atmosfera soft e trascendentale. Il terzo segmento (2:42) è in sostanza una ripresa del primo e la sua funzione è quella di fare da bridge per la sezione finale, la più lunga (inizia a 4:01), che contiene il ritornello vero e proprio, che guidato da un possente insieme di voci va sempre più arricchendosi di sfumature musicali diverse che culminano poi nella dissolvenza finale.
Nel testo si esalta la danza, che viene considerata come una via per raggiungere la libertà.

## Storia
One Nation Under a Groove fu pubblicata come singolo e arrivò al trentaduesimo posto della classifica Club Play Singles di Billboard, al ventottesimo della Hot 100 e addirittura al primo della Billboard Soul chart, dove rimase per sei settimane (periodo di tempo che nessun'altra hit dello stesso tempo riuscì ad eguagliare). Fece guadagnare ai Funkadelic il loro primo milione di dollari sotto forma di singolo e il loro terzo invece come unico brano del complesso P-Funk.

## Curiosità
I versi di apertura della canzone «So low you can't get under it. So high you can't get over it» («Così basso che non puoi prenderlo. Così alto da non poterlo raggiungere») sono forse stati presi dal pezzo dei The Temptations Psychedelic Shack.